# Жорж Данден (ТВ филм)
„Жорж Данден” је југословенски и македонски ТВ филм из 1970. године. Режирао га је Димитар Христов а сценарио је написан по  Молијеровој комедији из 1668. године.

## Улоге
| Глумац           | Улога |
| ---------------- | ----- |
| Петре Прличко    |       |
| Крум Стојанов    |       |
| Милица Стојанова |       |